# Kotschya prittwitzii
Kotschya prittwitzii es una especie de planta floral del género Kotschya, tribu Dalbergieae, familia Fabaceae.

## Distribución
Se distribuye por Burundi, Tanzania y Zambia.

## Taxonomía
Fue descrita por (Harms) Verdc. y publicada en Kew Bulletin 24: 45 (1970).